# إلين جورج
إلين جورج (بالإنجليزية: Elaine George)‏ هي عارضة أسترالية، ولدت في 1976 في أستراليا.